# Обріжень
Обріжень, Обріжені (рум. Obrijeni) — село у повіті Ясси в Румунії. Входить до складу комуни Попешть.
Село розташоване на відстані 313 км на північ від Бухареста, 28 км на захід від Ясс.

## Населення
За даними перепису населення 2002 року у селі проживала 331 особа, усі — румуни. Усі жителі села рідною мовою назвали румунську.